# 260-й отдельный инженерный батальон
260-й отдельный инженерный батальон — воинское подразделение в  вооружённых силах СССР во время Великой Отечественной войны.

## История
Сформирован в составе 7-й армии 01.10.1942 года путём переформирования 1725-го отдельного сапёрного батальона.
В составе действующей армии с 01.10.1942 по 07.03.1943, с 12.07.1943 по 23.07.1943, с 01.08.1943 по 30.10.1943 и с 01.05.1944 по 04.06.1944 года.
С момента формирования действовал на Свирском оборонительном рубеже, в марте 1943 года выведен в резерв, по-видимому, в июле 1943 года принимал участие в разминировании полосы наступления в полосе действия Западного фронта, а с 01.08.1943 года обеспечивает наступление войск 21-й армии в ходе Ельнинско-Дорогобужской наступательной операции. В конце октября 1943 года вместе с полевым управлением армии выведен в резерв и направлен на передовую только в апреле 1944 года, расположился вместе с армией в районе юго-западнее Ленинграда, в непосредственное соприкосновение с противником не входил.
04.06.1944 переформирован в 178-й отдельный инженерно-сапёрный батальон.

## Подчинение
| Дата       | Фронт (округ)            | Армия               | Корпус | Дивизия | Бригада | Примечания |
| ---------- | ------------------------ | ------------------- | ------ | ------- | ------- | ---------- |
| 01.10.1942 | -                        | 7-я отдельная армия | -      | -       | -       | -          |
| 01.11.1942 | -                        | 7-я отдельная армия | -      | -       | -       | -          |
| 01.12.1942 | -                        | 7-я отдельная армия | -      | -       | -       | -          |
| 01.01.1943 | -                        | 7-я отдельная армия | -      | -       | -       | -          |
| 01.02.1943 | -                        | 7-я отдельная армия | -      | -       | -       | -          |
| 01.03.1943 | Московский военный округ | -                   | -      | -       | -       | -          |
| 01.04.1943 | Московский военный округ | -                   | -      | -       | -       | -          |
| 01.05.1943 | Резерв Ставки ВГК        | 3-я резервная армия | -      | -       | -       | -          |
| 01.06.1943 | Резерв Ставки ВГК        | 3-я резервная армия | -      | -       | -       | -          |
| 01.07.1943 | Резерв Ставки ВГК        | 3-я резервная армия | -      | -       | -       | -          |
| 01.08.1943 | Западный фронт           | 21-я армия          | -      | -       | -       | -          |
| 01.09.1943 | Западный фронт           | 21-я армия          | -      | -       | -       | -          |
| 01.10.1943 | Западный фронт           | 21-я армия          | -      | -       | -       | -          |
| 01.11.1943 | Резерв Ставки ВГК        | 21-я армия          | -      | -       | -       | -          |
| 01.12.1943 | Резерв Ставки ВГК        | 21-я армия          | -      | -       | -       | -          |
| 01.01.1944 | Резерв Ставки ВГК        | 21-я армия          | -      | -       | -       | -          |
| 01.02.1944 | Резерв Ставки ВГК        | 21-я армия          | -      | -       | -       | -          |
| 01.03.1944 | Резерв Ставки ВГК        | 21-я армия          | -      | -       | -       | -          |
| 01.04.1944 | Резерв Ставки ВГК        | 21-я армия          | -      | -       | -       | -          |
| 01.05.1944 | Ленинградский фронт      | 21-я армия          | -      | -       | -       | -          |
| 01.06.1944 | Ленинградский фронт      | 21-я армия          | -      | -       | -       | -          |